# マーザンダラーン州
マーザンダラーン州（マーザンダラーンしゅう、ペルシア語: استان مازندران, ラテン文字転写: Ostān-e Māzandarān）はイラン北部の州。州都はサーリー。面積は23,833km2。人口は328万3582人（2016年国勢調査）。

## 歴史
マーザンダラーン州はアケメネス朝ではヒュルカニア地方（サトラップ）の一部であった。
マーザンダラーンには、その気候条件の制約から考古学遺跡などがあまり残されておらず、海岸平野部には保存状態の良い前イスラーム期の遺跡は全くない。しかしながら、州内で早い時期から人々が暮らしていたことが知られており、歴史のはじめより、マザーンダラーンはさまざまな王朝の統治下に移り変わっていった。
第3代正統カリフ、ウスマーン・イブン・アッファーンの651年、クーファ総督サアド・イブン・アビー・ワッカースによってタバリスターンの海岸部が、はじめてイスラーム勢力に征服された。しかし、以降約100年間タバリスターンのダブワイド朝（642年-760年）は、一時的にアッバース朝下に入ったこともあるが、7世紀初にサーサーン朝に代わったウマイヤ朝からの独立を保った。アリー家子孫のザイド派のアリー朝（864年-928年）のもとに分離、のち南東のサッファール朝下に入る。さらにその一世紀後にはズィヤール朝が同様にこの地域から勃興している。
アッバース朝カリフ、アブー・ジャアファル・アル・マンスールの時代にはタバリスターンで叛乱が相次ぎ、最終的には783年にカーレーン氏族のヴァンダード・ホルモズ（Vandad Hormoz）が独立王朝バーワンド朝（8世紀-1349年）を建設した。1034年、ガズナ朝のスルターン・マフムード・ガズナヴィーがゴルガーンを経てマザーンダラーンに入った。11世紀中にイスラム教シーア派のイスマーイール派・ニザール派のハサン・サッバーフの影響が広がり、アラムート城砦を中心にいわゆる「暗殺教団」の城砦が多く造られた。これに続き1209年にはホラズム・シャー朝のスルターン・ムハンマドの侵攻があった。
その後はモンゴル帝国のイルハン朝、ティムール朝の支配を経た。
タバリスターンの地方政権の崩壊後、1596年、マーザンダラーンはサファヴィー朝のシャー・アッバース1世によって帝国領内に取り込まれることになった。アフシャール朝のナーディル・シャーの統治下、この地域はロシア帝国への前線となった。
1930年代に東洋学者で旅行家のフレヤ・スタークがこの地域を踏査している。
近年までゴルガーンはマザーンダラーン州の一部地域をさしたが、1997年にゴレスターン州がマーザンダラーン州より分割され、その州都となった。

## 地理

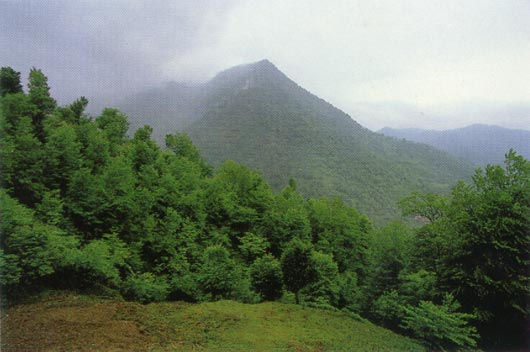
マーザンダラーン州の森。

カスピ海の南岸に位置する。北にカスピ海を望み、東はゴレスターン州、西はギーラーン州、南にはテヘラン州、セムナーン州と境を接する。
マーザンダラーンは海岸平野と山岳地域の二つの部分に分けられる。カスピ海とアルボルズ山脈は自然の障壁として平野部を取り囲んでいる。一年を通じて降雪があるアルボルズの山脈はカスピ海の南岸と平行して走り、地域を多くの谷に分けている。

## 行政区分
アーモル、バーボル、バーボルサル、ベフシャフル、トネカーボン、チャールース、ラームサル、サヴァド・クーフ、ガーエム・シャフル、マフムーダーバード、ネカー、ヌール、ノウシャフルの各郡（シャフレスターン）を擁する。

## 住民

### 言語
マーザンダラーン語ないし「タバリー語」は北西イラン語に属し、モンゴル語、アラビア語、タタール語のような外来諸語の影響を受けておらず、その中でももっとも古い姿をとどめているともされる。いまだに地域ごとにさまざまな方言が話されている。

### マーザンダラーン出身の有名人
マーザンダラーンは多くの碩学、詩人を輩出した。たとえば近代イランの詩人ニーマー・ユーシージュである。タバリスターンとして大きく地域をみれば、9世紀には有名なペルシア人学者を二人輩出している。いずれもアル・タバリーと呼ばれる（タバリーとはタバリスターン出身という意味）。
カリグラファーのトウヒディ・タバリも当州バーボル出身である。

## 産業

### 経済

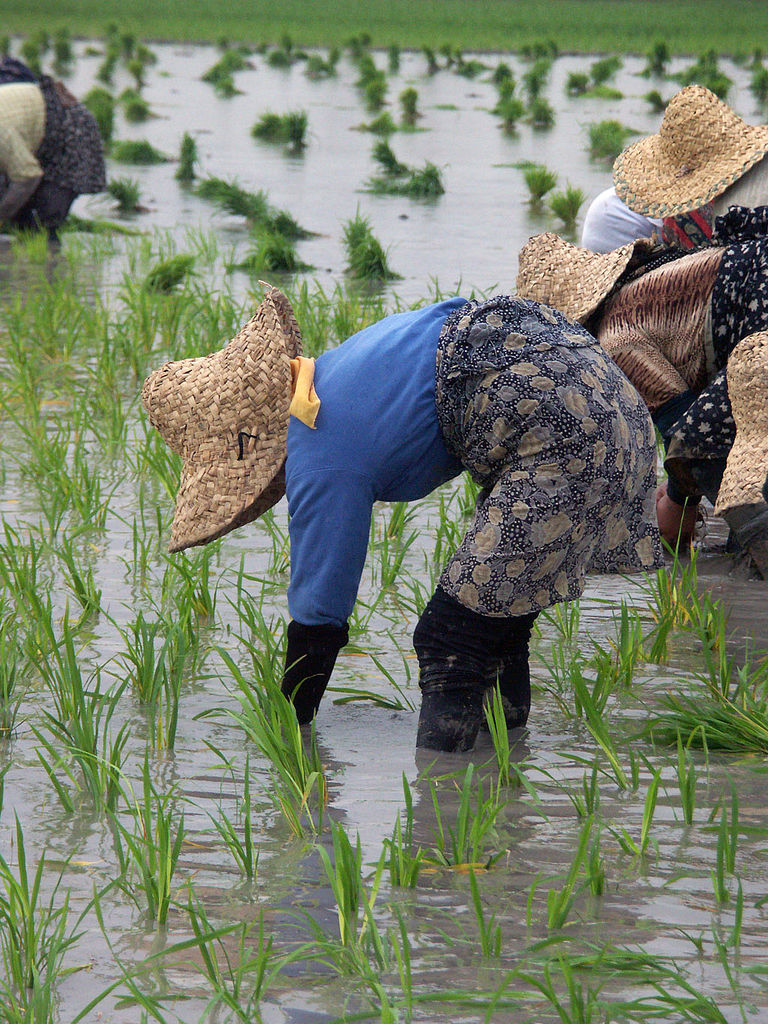
マーザンダラーン州の田植え。

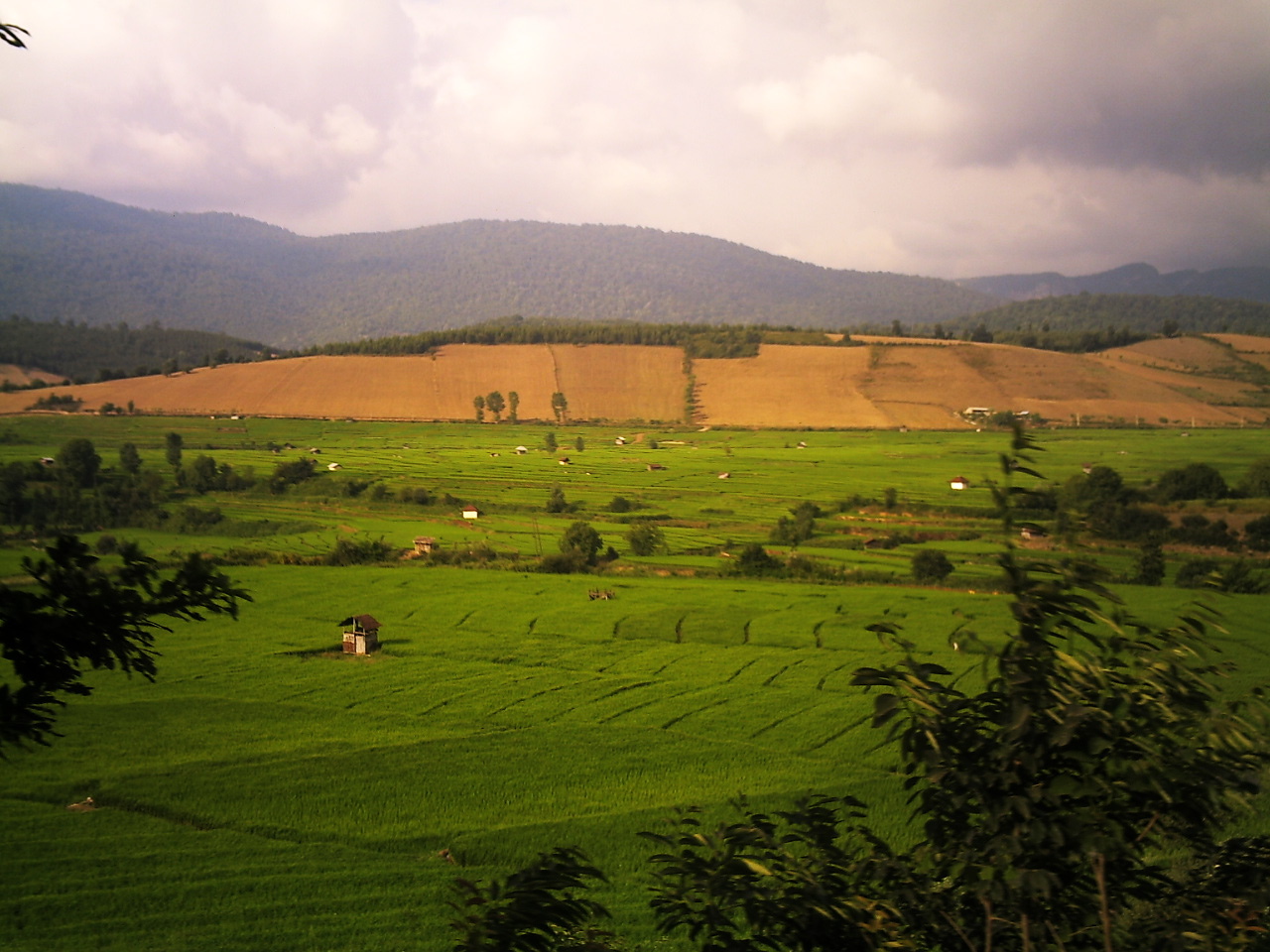
マーザンダラーン州の水田。

米、穀物、果物、棉花、茶、タバコ、サトウキビ、絹が主な生産物であり、カスピ海沿岸の狭い地域で生産されている。石油収入の刺激により食品加工、セメント、繊維、紡績などの産業があり、また漁業によりキャビアも生産されている。
穏やかで心地よい気候、美しい自然景観、テヘランからの近さという良好な条件により、イランの主要観光地の一つとなっている。

## 文化
イラン文化遺産機構には630の観光客を楽しませる歴史的・文化的遺産が登録されている。

### 高等教育機関
マーザンダラーンには複数の高等教育機関があるが、そのほとんどは1979年の革命後に設置されたものである。
- バーボル医科大学
- マーザンダラーン医科大学
- マーザンダラーン大学
- ベフシャフル科学技術大学
- イスラーム自由大学トーネカーボン
- イスラーム自由大学バーボル
- イスラーム自由大学アーモル
- エマーム・ホメイニー海洋科学大学
- ショマール大学

## 註
1. 1 2  “アーカイブされたコピー”. 2006年9月21日時点のオリジナルよりアーカイブ。2016年2月7日閲覧。 Maryam Borjian - Bilingualism in Mazandaran: Peaceful Coexistence With Persian.
2. ↑  “Population-and-Households.xlsx”. Iran Data Portal. 2024年5月13日閲覧。